# Boleč
Boleč (izvirno srbsko Болеч) je naselje v Srbiji, ki upravno spada pod Mestno občino Grocka; slednja pa je del Mesta Beograd.

## Demografija
V naselju, katerega izvirno (srbsko-cirilično) ime je Болеч, živi 4606 polnoletnih prebivalcev, pri čemer je njihova povprečna starost 38,1 let (37,3 pri moških in 38,9 pri ženskah). Naselje ima 1735 gospodinjstev, pri čemer je povprečno število članov na gospodinjstvo 3,31.
To naselje je v glavnem srbsko (glede na popis iz leta 2002), a v času zadnjih 3 popisov je opazen porast števila prebivalcev.
|  |

| Demografija | Demografija     | Demografija     |
| Leto        | Št. prebivalcev | Št. prebivalcev |
| ----------- | --------------- | --------------- |
|             |                 |                 |
|             |                 |                 |
|             |                 |                 |
|             |                 |                 |
| 1948        | 1184            |                 |
| 1953        | 1213            |                 |
| 1961        | 1277            |                 |
| 1971        | 1476            |                 |
| 1981        | 3395            |                 |
| 1991        | 4960            | 4671            |
| 2002        | 6324            | 5750            |
|             |                 |                 |

| Etnična sestava po popisu iz leta 2002 | Etnična sestava po popisu iz leta 2002 | Etnična sestava po popisu iz leta 2002 | Etnična sestava po popisu iz leta 2002 | Etnična sestava po popisu iz leta 2002 |
| -------------------------------------- | -------------------------------------- | -------------------------------------- | -------------------------------------- | -------------------------------------- |
| Srbi                                   | Srbi                                   |                                        | 5.463                                  | 95,00%                                 |
| Romi                                   | Romi                                   |                                        | 49                                     | 0,85%                                  |
| Črnogorci                              | Črnogorci                              |                                        | 40                                     | 0,69%                                  |
| Makedonci                              | Makedonci                              |                                        | 40                                     | 0,69%                                  |
| Hrvati                                 | Hrvati                                 |                                        | 20                                     | 0,34%                                  |
| Bolgari                                | Bolgari                                |                                        | 17                                     | 0,29%                                  |
| Jugoslovani                            | Jugoslovani                            |                                        | 15                                     | 0,26%                                  |
| Rusi                                   | Rusi                                   |                                        | 6                                      | 0,10%                                  |
| Slovenci                               | Slovenci                               |                                        | 4                                      | 0,06%                                  |
| Muslimani                              | Muslimani                              |                                        | 4                                      | 0,06%                                  |
| Madžari                                | Madžari                                |                                        | 4                                      | 0,06%                                  |
| Ukrajinci                              | Ukrajinci                              |                                        | 3                                      | 0,05%                                  |
| Slovaki                                | Slovaki                                |                                        | 3                                      | 0,05%                                  |
| Goranci                                | Goranci                                |                                        | 3                                      | 0,05%                                  |
| Nemci                                  | Nemci                                  |                                        | 1                                      | 0,01%                                  |
| Neznano                                | Neznano                                |                                        | 32                                     | 0,55%                                  |